# 2019冠状病毒病北京市疫情
| 地区                                                      | 累计确诊 | 死亡 | 治愈 | 现存确诊 |
|                                                           | 1173     | 9    | 1116 | 48       |
| --------------------------------------------------------- | -------- | ---- | ---- | -------- |
| 丰台区                                                    | 277      | 0    | 273  | 4        |
| 中國內地以外輸入                                          | 298      | 0    | 260  | 15       |
| 大兴区                                                    | 132      | 0    | 132  | 0        |
| 海淀区                                                    | 84       | 0    | 82   | 2        |
| 朝阳区                                                    | 81       | 0    | 81   | 0        |
| 昌平区                                                    | 68       | 0    | 41   | 27       |
| 西城区                                                    | 59       | 0    | 59   | 0        |
| 顺义区                                                    | 42       | 0    | 42   | 0        |
| 除北京市的中國內地輸入                                    | 25       | 0    | 25   | 0        |
| 房山区                                                    | 25       | 0    | 25   | 0        |
| 通州区                                                    | 20       | 9    | 11   | 0        |
| 东城区                                                    | 19       | 0    | 19   | 0        |
| 石景山区                                                  | 15       | 0    | 15   | 0        |
| 怀柔区                                                    | 8        | 0    | 8    | 0        |
| 密云区                                                    | 7        | 0    | 7    | 0        |
| 门头沟区                                                  | 5        | 0    | 5    | 0        |
| 延庆区                                                    | 1        | 0    | 1    | 0        |
| 待明确                                                    | 5        | 0    | 0    | 0        |
| 截至2021年9月26日（確診個案數據包含已痊癒病例和死亡病例） |          |      |      |          |

2019冠状病毒病北京市疫情，介紹2019冠狀病毒病疫情中，在中华人民共和国北京市發生的情況。
北京是中华人民共和国的首都及最大的城市。北京市是2019冠状病毒病病例较少的城市之一，因为北京的疫情防控工作非常严格。截至2022年11月20日24时，累计确诊病例6738例（其中本地确诊病例5375例、境外输入确诊病例1363例），治愈出院病例5097例，死亡病例12例，在院治疗1629例。
北京疫情于2020年1月20日随武汉疫情扩散而开始，到6月8日病例曾清零。后由于新发地疫情，出现小幅度爆发，新发地聚集性疫情相关病例335例截至8月6日已全部治愈出院。2020年12月下旬至2021年1月，顺义区、大兴区再度暴发本土疫情，最后一例已于2021年4月3日治愈出院。2022年4月，北京市再次爆发聚集性疫情，数千人感染。2022年10月，仅间隔4个余月后，北京市再度爆发聚集性疫情。截止至11月22日，该轮疫情已致超过七千人被感染。

## 时间线

### 2023年
2023年1月31日，北京市疾控中心副主任王全意介绍，近期发生新冠病毒感染疫情流行风险较小，本轮疫情进入尾声。2月22日，北京市疾控中心发布疫情周报，其中流感报告病例数居于首位，新冠报告病例数位居第二，是2023年来北京发布的7次疫情周报中，首次跌出榜首。

## 分区防控
2020年7月28日，北京市制订了《北京市新冠肺炎疫情风险分级标准》，明确将14天内社区（村）所辖范围发生聚集性疫情和新增病例数作为风险等级判定指标。其中，14天内新增2起及以上本地聚集性疫情或新增超过5例本地确诊病例，为高风险地区；14天内新增1起本地聚集性疫情或新增2-5例本地确诊病例，为中风险地区；14天内无新增本地聚集性疫情，为低风险地区。
《新型冠状病毒肺炎防控方案（第九版）》发布后，北京市在原有高风险、中风险、低风险区的概念上，新引入了常态化管理区的概念。原有低风险区基本相当于新的常态化管理区。
2022年11月，《关于进一步优化新冠肺炎疫情防控措施 科学精准做好防控工作的通知》印发后，北京市按照按照相关要求调整防控政策，不再划定中风险地区.

## 相关争议
2022年7月19日，北京市政府网站在发布了第二十版的《新冠肺炎流行期间北京酒店防控指引》，表示“按照‘非必要不举办、不承办’原则，全市酒店不承办婚宴、生日宴、团体宴等群体性聚餐活动。当局的这一做法已经引起了网友热议，部分内容遭到网络审查。
2022年12月12日，北京广播电视台记者吕梓源入住小汤山方舱医院的视频引发网民热议。彼时中国大陆已经公布防疫“新十条”，取消了大部分防疫限制，轻症患者一般居家隔离治疗。但吕梓源身为轻症患者却入住了条件优越的小汤山方舱医院双人间病房，引发质疑。事后吕梓源为自己辩解时称自己入住的是双人间，另一张床位是为同事预留，更加加深了网民的质疑；更有网民翻出吕梓源的个人微博，发现其长期反对中国大陆曾经的防疫政策、呼吁放开，甚至疑似发表支持白纸运动的言论，却在自己感染COVID-19且是轻症的情况下入住为重症患者准备的方舱，吕氏的言行除了被批双标，更被指滥用特权。事发后，新浪微博全面封杀了批评吕梓源的话题，知乎相关话题也被删除。

## 外部連結
- 北京市新冠肺炎防控信息-北京市卫生健康委员会（页面存档备份，存于）